# Місаса

35°24′31″ пн. ш. 133°51′45″ сх. д. / 35.40861° пн. ш. 133.86250° сх. д.
Місаса (яп. 三朝町) — містечко в Японії, в повіті Тохаку префектури Тотторі.